# Urticaceae
Urticaceae es una familia de plantas pertenecientes al orden Rosales.

## Características
Son plantas herbáceas, anuales o perennes, raras veces leñosas (en los trópicos), frecuentemente con pelos urticantes (cistolitos). Sin látex. Hojas simples, opuestas o alternas, con frecuencia estipuladas. Flores inconspicuas (verdosas), generalmente unisexuales, de disposición monoica o dioica, monoclamídeas, tetrámeras o pentámeras; gineceo súpero, unicarpelar (un estigma), con un óvulo; reunidas en inflorescencias axilares en panículas, cimas o amentos. Fruto en aquenio o núcula, unas 550 especies, propias sobre todo de las regiones cálidas.[cita requerida]

## Tribus
La familia se subdivide en 5 tribus:
- Cecropieae Gaudich
- Boehmerieae Gaudich.
- ? Leucosyke + Maoutia
- Elatostemateae Gaudich.
- Urticeae Lamarck & DC.

## Géneros
| - Aboriella - Achudemia - Archiboehmeria - Astrothalamus - Australina - Boehmeria - Cecropia - Chamabainia - Coussapoa - Cypholophus - Debregeasia - Dendrocnide - Didymodoxa - Discocnide - Droguetia - Elatostema - Forsskaolea Forskalea tenacissima (º F. cossoniana) , penetra desde África, parecida a una ortiga con envés blanco, rara. - Gesnouinia - Gibbsia - Girardinia - Gyrotaenia - Hemistylus - Hesperocnide - Hyrtanandra - Laportea - Lecanthus - Leucosyke - Maoutia - Meniscogyne - Metatrophis - Musanga - Myrianthus | - Myriocarpa - Nanocnide - Neodistemon - Neraudia - Nothocnide - Obetia - Oreocnide - Parietaria Parecidas a las ortigas, pelos no urticantes. Parietaria diffusa Mert. et Koch Parietaria lusitanica Durieu Parietaria mauritanica Durieu - Petelotiella - Phenax - Pilea - Pipturus - Poikilospermum - Pourouma - Pouzolzia - Procris - Rousselia - Sarcochlamys - Sarcopilea - Soleirolia Soleirolia soleirolii, tapiza arenas removidas de algunos invernaderos. - Touchardia - Urera - Urtica, Ortiga, ruderales y nitrófilas. Urtica dioica L. Urtica dubia Forskål Urtica pilulifera L. inflorescencia globular. Urtica urens L. |